# Jasovské rybníky
Jasovské rybníky – zespół sztucznych stawów w dolinie potoku Teplica w miejscowości Jasov we wschodniej Słowacji, położony na pograniczu Krasu Słowacko-Węgierskiego, u pn.-wsch. podnóży Płaskowyżu Jasovskiego.
Zespół stawów powstał zapewne w XV w., założony przez premonstratensów z położonego nieco niżej klasztoru w Jasovie. Z tego okresu mamy informację, że opat klasztoru Piotr II uzyskał od króla Zygmunta Luksemburskiego nadanie, które zobowiązywało mieszkańców Jasova do pracy przy ich budowie. Kompleks zaopatrywany jest w wodę przez wydatne wywierzysko krasowe Teplicy. Nadmiar wody wycieka z dużego stawu przez niewielki próg, tworzący dalszy tok Teplicy.
Pierwotnie cały system wodny, poza zasilaniem stawów rybnych, napędzał również szereg kół wodnych, poruszających rozmaite urządzenia techniczne (młyn, tartak itp.). Dziś stanowi on cenny zabytek dawnej hydrotechniki.
W latach po II wojnie światowej zbiorniki były wykorzystywane do hodowli narybku pstrąga potokowego. Obecnie górne, małe stawy już zarosły. Największy staw (ok. 4 ha), którego głębokość wynosi od 0,5 do 3,5 m, wykorzystywany jest jako prywatne łowisko. Oprócz pstrągów występują w nich karp, karaś, szczupak, a także wprowadzony sztucznie (w ramach walki z zarastaniem akwenu) amur biały. Poza tym w czystych wodach występują tu m.in. rak szlachetny oraz pijawka końska.
Nad dużym stawem, od strony Jasova, znajduje się niewielki kemping. Skrajem stawu biegną znakowane szlaki turystyczne z Jasova do Drienovca (żółty ) oraz na Hačavské sedlo (niebieski ).